# Lady Athlyne
Lady Athlyne è un romanzo rosa di Bram Stoker, pubblicato nel 1908, un anno prima dell'uscita de La dama del sudario.

## Contesto storico
Questo romanzo è stato pubblicato in un periodo storico ricco di eventi per il Regno Unito. L'Inghilterra si preparava a ospitare i Giochi Olimpici di Londra. I giochi dovevano svolgersi durante l'aprile 1908 e sarebbe stata la quarta edizione della manifestazione.
Vi erano tensioni politiche tra i vari stati europei, che porteranno in seguito allo scoppio della prima guerra mondiale. Nel 1894 Russia e Francia formarono un'alleanza. Con l'unione della Gran Bretagna nell'accordo verrà quindi a formarsi la Triplice intesa. Il primo ministro britannico Sir Edward Grey aveva l'obiettivo di far sostenere a vicenda queste tre nazioni, un tempo nemiche. Se una nazione delle tre fosse entrata in guerra, ci si aspettava che le altre la sostenessero. Un'altra causa che favorì la formazione della Triplice Intesa fu la grande preoccupazione per il crescente potere della Germania. Tuttavia, anche molte nazioni più piccole firmarono trattati nella speranza di non essere coinvolte in un conflitto europeo, ad esempio una di queste nazioni fu il Belgio. Il trattato di Londra del 1864 fu firmato quindi con la promessa di rimanere neutrali in caso di problemi tra due stati.

## Pubblicazione
Il romanzo fu pubblicato per la prima volta nel Regno Unito da William Heinemann, nel 1908. Negli Stati Uniti venne pubblicato l'anno successivo dalla Frank Lovell & Company.
Dopo la pubblicazione iniziale, il romanzo si diffuse nei quotidiani americani sotto forma di lettura a capitoli. A differenza della versione completa, la versione ridotta aveva solo ventuno capitoli.
In Italia il romanzo è stato tradotto e pubblicato per la prima volta nel 2024 da Caravaggio Editore.

## Personaggi principali
- Miss Judith/Judy Hayes - Zia di Joy Ogilvie, raffigurazione di alcune delle caratteristiche della "donna moderna";
- Joy Ogilvie - personaggio principale e ragazza della quale Lord Athlyne è innamorato;
- Il colonnello Ogilvie -  padre di Joy, personaggio maschile stereotipato del tempo;
- Lord Athlyne/Richard Hardy - l'amato di Joy Ogilvie. Il motivo per cui Lord Athlyne utilizza due diversi nome è dovuto al fatto che mente sulla sua identità con Joy e la sua famiglia per metà del romanzo;
- Signora O'Brien - governante di Lord Athlyne dalla sua infanzia. Interpreta una figura materna nella sua vita e ha un'alta stima di egli.

## Temi
- Sconosciuto: l'ignoto e l'imprevedibile è un concetto ricorrente nelle opere di Stoker;
- Castelli: tema ben noto nel gotico, castelli spettrali che emergono dalla nebbia. Lord Athlyne stesso possiede e vive in un castello;
- Romanticismo: la relazione d'amore è al centro del romanzo;
- Suspense: Stoker fa spesso uso di questo espediente, per esempio nel momento in cui Lord Athlyne rivela chi è veramente;
- Tempo atmosferico: quando si reca in Italia per la prima volta, il gruppo incontra maltempo. Fortunatamente per loro, non sarà un brutto presagio.
- Emancipazione femminile: svariati cambiamenti politici e sociali che stavano avvenendo nei primi anni del 1900. La Finlandia fu il primo stato europeo a concedere alle donne il diritto di voto. La maggior parte della letteratura del diciannovesimo secolo poneva le donne sotto gli uomini in termini di valore, ma in Lady Athlyne la protagonista non segue queste tipiche procedure sociali. In quanto tali, nei romanzi solitamente le donne andavano incontro ad una fine orribile. Questo sarà uno dei primi romanzi che porterà il concetto di donna moderna che andrà contro la società. La donna non obbedirà più ciecamente agli ordini degli uomini, ma lotterà per crearsi un nuovo ruolo all'interno della società.

## Trama
Joy Ogilvie, la giovane e bella figlia di un colonnello del Kentucky, decide di fare uno scherzo ai propri amici: finge di essere "Lady Athlyne", dopo aver sentito la storia di una bellissima nobile irlandese dallo stesso nome. La ragazza non sa però che dall'altra parte del mondo il vero Lord Athlyne è prigioniero di guerra in un campo sudafricano. La voce che una donna americana sta impersonando sua moglie arriva anche al campo. Dopo essere stato rilasciato, Lord Athlyne decide di investigare sulla situazione e si dirige a New York, dove un incidente quasi mortale lo introduce a Joy ed al colonnello. Athlyne e Joy si innamorano l'un l'altra sin da subito, ma una serie di ostacoli e disavventure minacciano la loro storia d'amore. Il colonnello, venuto a conoscenza della relazione, sfida addirittura Lord Athlyne a duello, ma la storia termina dolcemente con Joy che alla fine diverrà la "vera" Lady Athlyne.